# International Astronomical Association Zauchen
Die International Astronomical Association Zauchen (IAAZ) ist ein österreichischer Astronomieverein. Die IAAZ betreibt die im Besitz von Eugen Freund befindliche Sternwarte Sankt Kanzian.

## Vereinsgeschichte
Der Verein wurde am 10. September 2008 in Villach von sechs Kärntner Amateurastronomen gegründet. Im Jahr 2009 wurde die Sternwarte Sankt Kanzian durch die IAAZ renoviert und für den Führungsbetrieb hergerichtet. Seither finden in den Sommermonaten wieder regelmäßige Führungen statt. Nach dem Ausscheiden zweier Gründungsmitglieder im Jahr 2010, konnten ab 2013 wieder zwei neue Mitglieder gewonnen werden. Unter der Führung von Obmann Christoph Bilban und Sternwarteleiter Christian Zechner konzentrierte sich die Vereinsarbeit ganz auf die Sternwarte St. Kanzian, wodurch sich dieses Kleinod Kärntner Astronomiegeschichte als Ausflugsziel in der Region Klopeinersee etablierte. Im Jahr 2016 übergab Christoph Bilban die Leitung des Vereins an Christian Zechner.

## Vereinszweck
Der Vereinszweck ist: "[...] die Pflege und Förderung der Amateurastronomie sowie die Teilnahme an nationalen und internationalen Projekten. Weiters wollen wir auch ein Netzwerk zwischen amateurastronomischen Vereinen weltweit aufbauen. "

## Vorstand
Der Vorstand wird alle 2 Jahre von der Generalversammlung gewählt. Der aktuelle Vorstand wurde am 12. November 2016 durch die Generalversammlung gewählt.
| Obmann        | Zechner Christian |
| Kassier       | Ernst Gaulhofer   |
| Schriftführer | Ernst Gaulhofer   |

(Stand lt. Zentralem Vereinsregister vom 11. Juli 2018)

## Sternwarte
Die Helmrich-Lambrecht-Sternwarte in Sankt Kanzian am Klopeinersee wurde bereits in den späten 1950er Jahren von Helmrich Lambrecht erbaut und 1961 fertiggestellt. Die Sternwarte liegt nahe dem Ortszentrum von Sankt Kanzian am Klopeinersee. Auf dem Dach des von ihm erbauten Hauses errichtete Lambrecht eine Kuppel mit 3,2 m Durchmesser, in der sich drei Teleskope auf einer parallaktischen Montierung mit Nachführung befinden. Zur Ausstattung zählt ein 170-mm-Newton mit 1500 mm Brennweite, ein 104/920-mm-Newton als Leitrohr und ein Fotorohr mit einer Zeiss-Triplet-Optik von 89 mm Durchmesser. Die Sternwarte ist heute im Besitz von Eugen Freund, dem Enkel Lambrechts.
Seit dem Sommer 2009 finden während der Sommermonate Juli und August, teils auch noch September, regelmäßig Führungen auf der Sternwarte statt. Die Sternwarte Sankt Kanzian erfreut sich jedes Jahr großer Beliebtheit. Durch das Interesse der Besucher waren auch Adaptionen und Reparaturen an der Sternwarte erforderlich. Neben einer modernen Audio- und Videoaustattung für Vorträge, wurde vor allem das Beobachtungsequipment um mobile Teleskope und Großferngläser erweitert. Die historisch wertvolle Kuppel mit ihren alten Teleskopen ist aber auch heute noch weitestgehend im Originalzustand der 1950er erhalten.